# FK Qyzyl-Jar
FK Qyzyl-Jar (Kazachs: Қызыл-Жар СК Петропавл, Qyzyl-Jar SK Petropavl, Russisch: Кызыл-Жар СК, Kyzyl-Zjar SK) is een voetbalclub uit Petropavl in Kazachstan.
De club is een van de stichtende leden van de Premjer-Liga en werd zowel in 1999 als 2000 tweede in de competitie. In 2010 zakte de club naar een divisie lager.

## Geschiedenis
De club werd in 1968 opgericht als FK Avangard Petropavlovsk (Russisch ФК Авангард Петропавловск); "jaar van oprichting" wilde in de Sovjet-Unie overigens zoveel zeggen als "het jaar waarin de club een professioneel sportteam werd"; in 1961 was er al eens een club onder de naam FK Avangard Petropavlosk kampioen van de competitie van de Kazachse SSR, op dat moment het derde niveau in de Sovjet-Unie, geworden. In 1970 werd de naam veranderd in FK Metallist Petropavlovsk (Russisch ФК Металлист Петропавловск), maar in 1978 kwam de oude, vertrouwde naam FK Avangard Petropavlovsk weer tevoorschijn. In 1990 koos de club toch weer voor de naam FK Metallist Petropavlovsk.
Na de start van de Premjer-Liga in 1992 werd de naam van de club uiteraard "verkazachst" tot Metallïst FK Petropavl (Kazachs Металлист ФК Петропавл). Onder die naam blijft het optreden in de hoogste Kazachse voetbalafdeling beperkt tot één jaar. Vervolgens speelt de club vijf jaar lang in de lagere regionen van het Kazachse voetbal, maar in 1998 duikt de ploeg onder de naam Esil FK Petropavl (Kazachs Есіл ФК Петропавл) op in de Pervoj-Liga, de eerste divisie van het land; prompt promoveert de club naar de Premjer-Liga. Daarin wordt de club, in 1999 spelend onder de naam Aksess-Esil FK Petropavl (of Access-Esil, Kazachs Аксесс-Есіл ФК Петропавл), meteen tweede. Omdat de Qazaqstannıñ Futbol Federacïyası op dat moment lid is van de AFC, die op dat moment alleen toernooien voor landskampioenen en bekerwinnaars organiseert, blijft het optreden van de club beperkt tot eigen land. Datzelfde geldt voor het jaar 2000, als de club onder de naam Aksess-GoldenGreyn FK Petropavl (of Access-GoldenGrain, Kazachs Аксесс-ГолденГрейн ФК Петропавл) wederom tweede wordt. Van 2001 t/m 2008 is de ploeg actief onder de naam Esil-Bogatır FK Petropavl (Kazachs Есіл-Богатырь ФК Петропавл); topnoteringen en deelnames aan AFC- of UEFA-toernooien worden echter niet meer behaald. In 2009 wordt gekozen voor de naam Qyzyljar FK Petropavl (Kazachs Қызылжар ФК Петропавл), maar wellicht had de club  dat beter niet kunnen doen, want nog in datzelfde jaar degradeert ze, om tot op heden niet meer terug te keren in de Premjer-Liga. In 2013 ten slotte werd gekozen voor de naam Qyzyl-Jar SK Petropavl (Kazachs Қызыл-Жар СК Петропавл).

## Tweede elftal
Van 2003 tot en met 2005 is het tweede elftal onder de naam Esil-Bogatır-2 FK Petropavl (Kazachs: Есіл-Богатырь-2 ФК Петропавл) actief in de Pervoj-Liga. In 2006 gaat deze jonge club als zelfstandige vereniging verder onder de naam Avanğard FK Petropavl (Kazachs Аванғард ФК Петропавл) en wordt zelfs kampioen van de Pervoj-Liga Noord-Oost, maar om financiële redenen wordt afgezien van het recht op promotie. Ook in 2007 en 2008 speelt deze club in de Pervoj-Liga (dat laatste jaar echter als Avanğard-SKO FK Petropavl (Kazachs Аванғард-СКО ФК Петропавл), maar daarna trekt de club, ook alweer op financiële gronden, zich terug uit het betaald voetbal.

## Erelijst
- Kampioen van de Kazachse SSR

1961
- Bekerwinnaar van de Kazachse SSR

1960
- Beker van Kazachstan

Finalist: 2000

## Historie in dePremjer-Liga
| Jaar | Competitie   | Prestatie                                                                     | (Naam)                          |
| ---- | ------------ | ----------------------------------------------------------------------------- | ------------------------------- |
| 1992 | Topdivisie   | 9e plaats in voorrondegroep B, 19e (5e) in de degradatiegroep en gedegradeerd | Metallïst FK Petropavl          |
| 1993 | Topdivisie   |                                                                               |                                 |
| 1994 | Topdivisie   |                                                                               |                                 |
| 1995 | Topdivisie   |                                                                               |                                 |
| 1996 | Topdivisie   |                                                                               |                                 |
| 1997 | Topdivisie   |                                                                               |                                 |
| 1998 | Topdivisie   |                                                                               |                                 |
| 1999 | Topdivisie   | 2e plaats in de competitie                                                    | Aksess-Esil FK Petropavl        |
| 2000 | Topdivisie   | 2e plaats in de competitie                                                    | Aksess-GoldenGreyn FK Petropavl |
| 2001 | Topdivisie   | 3e plaats in de competitie                                                    | Esil-Bogatır FK Petropavl       |
| 2002 | Superliga    | 8e plaats in de voorronde, 9e plaats in de eindronde                          | Esil-Bogatır FK Petropavl       |
| 2003 | Superliga    | 11e plaats in de competitie                                                   | Esil-Bogatır FK Petropavl       |
| 2004 | Superliga    | 6e plaats in de competitie                                                    | Esil-Bogatır FK Petropavl       |
| 2005 | Superliga    | 7e plaats in de competitie                                                    | Esil-Bogatır FK Petropavl       |
| 2006 | Superliga    | 12e plaats in de competitie                                                   | Esil-Bogatır FK Petropavl       |
| 2007 | Superliga    | 11e plaats in de competitie                                                   | Esil-Bogatır FK Petropavl       |
| 2008 | Premjer-Liga | 13e plaats in de competitie                                                   | Esil-Bogatır FK Petropavl       |
| 2009 | Premjer-Liga | 14e plaats in de competitie en gedegradeerd                                   | Qızıljar FK Petropavl           |
|      |              | in 2017 gepromoveerd                                                          |                                 |
| 2018 | Premjer-Liga | 11e plaats in de competitie                                                   | Qızıl-Jar SK Petropavl          |

## Naamsveranderingen
Alle naamswijzigingen van de clubs op een rijtje:
| Jaar (Datum) | Nieuwe naam (Russisch: Nederlandse transcriptie) (Kazachs: Qaydar-transcriptie) | Nieuwe Russische naam (t/m 1991) | Nieuwe Kazachse naam (vanaf 1992) |
| ------------ | ------------------------------------------------------------------------------- | -------------------------------- | --------------------------------- |
| 1968         | FK Avangard Petropavlovsk                                                       | ФК Авангард Петропавловск        |                                   |
| 1970         | FK Metallist Petropavlovsk                                                      | ФК Металлист Петропавловск       |                                   |
| 1978         | FK Avangard Petropavlovsk                                                       | ФК Авангард Петропавловск        |                                   |
| 1990         | FK Metallist Petropavlovsk                                                      | ФК Металлист Петропавловск       |                                   |
| 1992         | Metallïst FK Petropavl                                                          |                                  | Металлист ФК Петропавл            |
| 1998         | Esil FK Petropavl                                                               |                                  | Есіл ФК Петропавл                 |
| 1999         | Aksess-Esil FK Petropavl = Access-Esil Petropavl                                |                                  | Аксесс-Есіл ФК Петропавл          |
| 2000         | Aksess-GoldenGreyn FK Petropavl = Access-GoldenGrain FK Petropavl               |                                  | Аксесс-ГолденГрейн ФК Петропавл   |
| 2001         | Esil-Bogatır FK Petropavl                                                       |                                  | Есіл-Богатырь ФК Петропавл        |
| 2009         | Qızıljar FK Petropavl                                                           |                                  | Қызылжар ФК Петропавл             |
| 2013         | Qızıl-Jar SK Petropavl                                                          |                                  | Қызыл-Жар СК Петропавл            |

| Jaar (Datum) | Nieuwe naam (Russisch: Nederlandse transcriptie) (Kazachs: Qaydar-transcriptie) | Nieuwe Russische naam (t/m 1991) | Nieuwe Kazachse naam (vanaf 1992) |
| ------------ | ------------------------------------------------------------------------------- | -------------------------------- | --------------------------------- |
| 2003         | Esil-Bogatır-2 FK Petropavl                                                     |                                  | Есіл-Богатырь-2 ФК Петропавл      |
| 2006         | Avanğard FK Petropavl                                                           |                                  | Аванғард ФК Петропавл             |
| 2007         | Avanğard-SKO FK Petropavl                                                       |                                  | Аванғард-СКО ФК Петропавл         |

## FK Qyzyl-Jar in Europa
Uitslagen vanuit gezichtspunt Qyzyl-Jar
| Seizoen | Competitie        | Ronde | Land             | Club          | Totaalscore | 1e W    | 2e W    | PUC |
| ------- | ----------------- | ----- | ---------------- | ------------- | ----------- | ------- | ------- | --- |
| 2022/23 | Conference League | 2Q    | Vlag van Kroatië | NK Osijek     | 3-2         | 1-2 (T) | 2-0 (U) | 1.5 |
|         |                   | 3Q    | Vlag van Cyprus  | APOEL Nicosia | 0-1         | 0-1 (U) | 0-0 (T) | 1.5 |

Totaal aantal punten voor UEFA coëfficiënten: 1.5
Zie ook
- Deelnemers UEFA-toernooien Kazachstan
- Ranglijst van alle clubs die in de diverse Europa Cups zijn uitgekomen

## Bekende (oud-)spelers
- Roeslan Baltiev

- Elşən Qəmbərov

- Viktor Zoebarev

Aqtöbe ·
Astana ·
Atıraw ·
Elimai ·
Jeńis ·
Jetisu FK Taldıqorğan ·
Kairat ·
Oqjetpes FK Kökşetaw ·
Ordabası ·
Qaysar FK Qızılorda ·
Qyzyl-Jar ·
Tobyl ·
Turan FK ·
Ulıtaw FK Jezqazğan